# Fang Yaoqing
Fang Yaoqing (chinesisch 方耀庆; * 20. April 1996 in Liuzhou) ist ein chinesischer Leichtathlet, der sich auf den Dreisprung spezialisiert hat und gelegentlich auch im Weitsprung antritt. 2023 feierte er mit dem Gewinn der Goldmedaille bei den Hallenasienmeisterschaften in Astana seinen größten Erfolg.

## Sportliche Laufbahn
Erste internationale Erfahrungen sammelte Fang Yaoqing 2013 bei den Jugendweltmeisterschaften in Donezk, bei denen er mit einer Weite von 7,53 m die Silbermedaille im Weitsprung gewann, wie auch mit 16,48 m im Dreisprung. Im Jahr darauf siegte er mit 16,32 m im Dreisprung bei den Juniorenasienmeisterschaften in Taipeh und wurde mit 7,47 m Fünfter im Weitsprung. Zudem gelangte er mit der chinesischen 4-mal-100-Meter-Staffel in 41,23 s auf den siebten Platz. Im Dreisprung nahm er anschließend an den Juniorenweltmeisterschaften in Eugene teil und gelangte dort mit 16,15 m auf den sechsten Platz. 2017 qualifizierte er sich erstmals für die Weltmeisterschaften in London, bei denen er mit 16,17 m in der Qualifikation ausschied. Zwei Jahre später gelangte er bei den Weltmeisterschaften in Doha bis in das Finale und belegte dort mit einer Weite von 16,65 m den zehnten Platz. 2021 nahm er an den Olympischen Spielen in Tokio teil und belegte dort mit 17,01 m im Finale den achten Platz.
2023 siegte er bei den Hallenasienmeisterschaften in Astana mit einer Weite von 17,20 m. Im Juli belegte er dann bei den Freiluftmeisterschaften in Bangkok mit 16,44 m den vierten Platz. Anschließend belegte er bei den Weltmeisterschaften in Budapest mit 17,01 m im Finale den sechsten Platz und gewann dann bei den Asienspielen in Hangzhou mit 16,93 m die Silbermedaille hinter seinem Landsmann Zhu Yaming. Im Jahr darauf belegte er bei den Hallenweltmeisterschaften in Glasgow mit 16,93 m den vierten Platz und im August verpasste er bei den Olympischen Sommerspielen in Paris mit 15,85 m den Finaleinzug.
2019 wurde Fang chinesischer Meister im Dreisprung.

## Persönliche Bestleistungen
- Weitsprung: 7,91 m (0,0 m/s), 28. Mai 2015 in Fuzhou
- Dreisprung: 17,20 m, 10. Februar 2023 in Astana